# David Pérez Peiró
David Pérez Peiró, homme politique andorran, né le 9 juin 1977. Il est membre de Rénovation démocrate. Il est élu au conseil général de 2005 à 2009.